# Konferencja Episkopatu Litwy
Konferencja Episkopatu Litwy (lit. Lietuvos vyskupų konferencija, LVK) – konferencja episkopatu zrzeszająca biskupów katolickich z Litwy.

## Prezydium
- Przewodniczący: abp Gintaras Grušas
- Wiceprzewodniczący: bp Rimantas Norvila
- Sekretarz Generalny: ks. Kęstutis Smilgevičius (od 2011)

## Przewodniczący LVK
- Juozas Matulaitis-Labukas (1970–1979)
- Liudas Povilonis (1979–1988)
- Vincentas Sladkevičius (1988–1993)
- Audrys Bačkis (1993–1999)
- Sigitas Tamkevičius (1999–2002)
- Audrys Bačkis (2002–2005)
- Sigitas Tamkevičius (2005–2014)
- Gintaras Grušas (od 2014)

## Wiceprzewodniczący LVK
- Audrys Bačkis (1999–2002)
- Sigitas Tamkevičius (2002–2005)
- Audrys Bačkis (2005–2011)
- Rimantas Norvila (2011–2014)
- Lionginas Virbalas (2014–2019)
- Rimantas Norvila (od 2019)